# Экстракт черники
Экстракт черники  — концентрированная вытяжка из плодов (реже листьев или побегов) черники обыкновенной (Vaccinium myrtillus L.) — растения из рода Вакциниум семейства Вересковые (ранее этот род относили к семейству Брусничные).

## Состав плодов черники
Плоды черники содержат:
- антоцианы (дельфинидин и мальвидин, известные под общим названием «миртиллин»; цианидин, петунидин, пеонидин);
- дубильные вещества конденсированной природы (до 12 %);
- микроэлементы (в том числе марганец, хром, селен, цинк);
- углеводы (глюкоза, фруктоза, сахароза, пектин);
- органические кислоты (лимонная, молочная, хинная, щавелевая, яблочная, янтарная), в том числе фенолкарбоновые кислоты и их производные (кофеиновая, хлорогеновая);
- аминокислоты (цистеин, глутамин, глицин);
- витамины (C, Е, PP, группы B, каротиновый комплекс);
- эфирные масла;
- тритерпеноиды;
- фенолы и их производные (гидрохинон, асперулозид, монотропеозид);
- полифенолы;
- катехины (галлокатехин, эпикатехин, эпигаллокатехин, эпигаллокатехингаллат);
- биофлавоноиды (гиперин, астрагалин, кверцитин, изокверцитин, рутин).

## Влияние антоцианов черники на зрение
Черника (плоды и листья) богата различными антоцианами(антоцианозидами), которые представляют собой соединения антоцианинов с гликозидами (углеводы).
Благодаря выраженному антиоксидантному и сосудопротекторному действию антоцианы представляют особый интерес для офтальмологов и производителей БАД. Основу активности экстракта ягод черники составляют антоцианины, поскольку гликозиды из состава антоцианов не проходят через клеточную мембрану . Однако в природе антоцианы чаще всего встречаются в виде гликозидов: с одной стороны, это состояние обеспечивает их устойчивость к свету и действию ферментов, с другой — в форме гликозидов улучшается растворимость пигментов в клеточном соке .
Подобные пищевые добавки не могут являться средством для лечения заболеваний глаз, и, зачастую, не имеют каких-либо клинических доказательств для заявляемых свойств.